# Busqueta groga dels papirs
La busqueta groga dels papirs (Calamonastides gracilirostris) és una espècie d'ocell de la família dels acrocefàlids (Acrocephalidae) i única espècie del gènere Calamonastides Grant, CHB et Mackworth-Praed, 1940, si bé ha estat inclòs a Chloropeta.

## Descripció
- Tallarol de mitjana grandària que fa uns 14 cm de llarg.[3]
- De color general marró olivaci. Parts inferiors grogues que es tornen olivàcies principalment al pit i als costats.

## Hàbitat i distribució
Viu als aiguamolls del nord-est de la República Democràtica del Congo, oest d'Uganda, Ruanda, Burundi, oest de Kenya i nord de Zàmbia.

## Subespècies
S'han descrit dues subespècies:
- C. g. gracilirostris (Ogilvie-Grant, 1906), pròpia de la Rep. Dem. del Congo, Uganda, Ruanda, Burundi i Kenya.
- C. g. bensoni (Amadon, 1954), pròpia de Zàmbia septentrional.

Alguns autors consideren aquestes dues subespècies com a espècies de ple dret, de la següent manera:
- Chloropeta gracilirostris (sensu stricto) - busqueta groga dels papirs.
- Chloropeta bensoni - busqueta groga de Zàmbia.[5]